# Калавино
Калавино (итал. Calavino) — упраздённая коммуна в Италии, расположена в автономной области Трентино-Альто-Адидже, подчиняется административному центру Тренто. Ныне является фракцией коммуны Мадруццо.
Население коммуны, на 31.12.2015 года, составляло 1544 человека, плотность населения ─ 119,92 чел./км². Коммуна занимала площадь 12,88 км². 
Почтовый индекс — 38072. Телефонный код — 0461.
Покровительницей коммуны почитается Пресвятая Дева Мария Ассунта, 15 августа ежегодно отмечается Вознесение Девы Марии.

## История
Коммуна Калавино была упразднена 1 января 2016 года, с целью создания новой коммуны Мадруццо. Она была создана путём объединения Калавино с соседним муниципалитетом Лазино.

## Демография
Динамика населения:

## Администрация коммуны
- Официальный сайт: http://www.comune.calavino.tn.it/